# Tiberius Claudius Sacerdos Julianus
Tiberius Claudius Sacerdos Julianus (geboorte- en sterftedatum onbekend) was een Romeins senator aan het eind van de 1e en het begin van de 2e eeuw n.Chr.
Tiberius was vermoedelijk uit Griekenland afkomstig. Hij was procurator van Thracia tijdens de regering van keizer Domitianus, frater Arvalis vanaf 101, pontifex in 100 en tijdens de laatste maanden van dit jaar ook consul suffectus.